# تقييمات استخباراتية

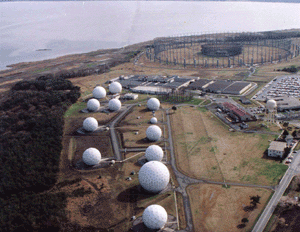

التقييمات الاستخباراتيّة هي تطوير القدرة على التنبؤات السلوكية أو مسارات العمل المُوصى بها لقيادة مُنظمة ما، بناءً على مدى واسعٍ من المعلومات العلنيّة والسريّة. تتطوّر التقييمات بناءً على المُتطلبات المُتزايدة للقيادة، لتتمكن من اتخاذ القرار بشكل مناسب. قد تُجرى التقييمات لمصلحة دولة ما، أو منظمة عسكرية أو مدنية مع وجود نطاقات من المعلومات المُتاحة لكل منها.
تستعرض التقييمات الاستخباراتية المعلومات الحالية والمعلومات السابقة المتاحة من حيثُ العلاقة والانتشار. عندما تكون هناك حاجة لبعض المعلومات الإضافية، تتوجه بعض المجموعات لاستكمال مهامها الاستخباراتية لتوفير المعلومات اللازمة.
الدراسات الاستخباراتية، هي المجال الأكاديمي الذي يُركز على التقييمات والاستنتاجات الاستخباراتية، خصوصًا تلك المُتعلقة بالعلاقات الدولية والعلوم العسكرية.

## سير العملية الاستخباراتية
تعتمد التقييمات الاستخباراتية على مُتطلبات العميل أو حاجته، والتي ربما تكون متطلبات ثابتة واعتيادية أو مُتغيرة بناءً على ظروف وحالات معينة أو على طلب المعلومات RFI. وتُمرّر تلك الشروط إلى الوكالة المُقيِّمة والعاملة داخل الدائرة الاستخباراتية، وهي طريقة أساسية وهيكلية للرد على طلب المعلومات.
قد ُشير طلب الحصول على المعلومات إلى الطريقة التي يفضلها مقدم الطلب لاستخدام تلك المعلومات.
يُراجَع الطلب من قِبل مدير المُتطلبات، والذي بدوره يوجه المَهمَّات المُناسبة للرد على الطلب. يشمل هذا مراجعة المعلومات المتاحة، وتشغيل أدوات تحليلية جديدة، وجمع معلومات جديدة لتحليلها.
يُمكن جمع المعلومات الجديدة من خلال العديد من المصادر المُختلفة مثل الموارد البشرية، واعتراض الاتصالات الإلكترونية، والصور أو المصادر المفتوحة. تُشير طبيعة الطلب والإلحاح المُستمر عليه إلى عدم كفاءة بعض من تلك المصادر في توفير المعلومات اللازمة بسبب ضيق الوقت المُحدد لجمع وتحليل المعلومات المطلوبة. عادةً ما تُجدول مصادر ووسائل وانضباطات جمع المعلومات الاستخباراتية بشكلٍ عالٍ من الدقة والأهمية بسبب حاجة المُحللين لمستوى عالٍ من التصريح الأمني.
يُطلق على عملية أخذ المعلومات المعروفة بشأن المواقف والكيانات ذات الأهمية للطلب المُقدم، وتحديد خصائصها، ومحاولة التنبؤ بالأحداث المُستقبليّة «عملية التحليل والمعالجة». يستخدم المحلل العديد من المصادر مجتمعة لتحليل ومعالجة المعلومات التي حصل عليها لتأكيد بعضها واستبعاد البعض الآخر، والوصول إلى استنتاج على قدر من الثقة لتأكيد النتائج التي وصل إليها.
يُكلَّف المحللون بالعمل مباشرة، في حالة وجود معلومات كافية عن الهدف دون الحاجة لجمع المزيد من المعلومات.
تُرسل نتائج التحليلات بعد ذلك إلى من طلبها في تنسيق موجه، على الرغم من القيود المفروضة على كل من طلب المعلومات والوسائل المُستخدمة في تحليل هذه المعلومات، يُمكن إتاحة التنسيق لاستخدامات أخرى، كما يُمكن نشرها في بعض الحالات. تُكتب نتائج التحليلات بمستوى تصنيفي مُحدد مع إصدارات بديلة أخرى بمستويات تصنيفيّة مُختلفة لتُتاح بشكل أكبر للنشر.

## دورة الاستخبارات المُرتكزة على الهدف
يُعرف هذا الأسلوب باسم «اكتشف، حدد، انه، استغل، قيّم» (F3EA)، وهو مُكمل للدائرة الاستخباراتية ويركز على التدخلات نفسها، يُمكن استخدام هذا الاسلوب عندما يكون موضوع التقييم الاستخباراتي مُحددًا وتوجد أحكام وتدابير للقيام بشكل من أشكال التدخُّل ضد هذا الموضوع.
يُحدد موضوع الهدف أو العمل وتُبذل المزيد من الجهود المُضنية للعثور على الهدف لمزيد من التطوير. ستُحدد هذه الجهود أين بالضبط ستكون التدخلات ضد الهدف أكثر تأثيرًا وفائدة.
عند اتخاذ قرار بالتدخل، تُوجه الجهود لتثبيت –أو محاصرة– الهدف للتأكد من أن هذه التدخلات سوف تحقق النجاح المرجو بتقييد قدرة الهدف على اتخاذ رد فعل بشكل مُستقل.
في المرحلة النهائية، يُنفّذ التدخل باعتقال أو احتاجز أو استخدام وسائل أخرى للسيطرة على الهدف. وفي المرحلة التي تلي التدخل، يُسخّر –أو يُستخدم– الهدف لتحقيق مزيد من الدقة في العمليات الأخرى المُرتبطة بأهداف مُشابهة. كما تُستخدم المعلومات المُنتزعة –أو المُستخرجة–  من الهدف خلال مرحلة استخدامه في العديد من الأنشطة المُتعلقة بالتقييمات الاستخباراتية الأخرى.